# Slikovit krajinski kompleks Tràng An
Krajinski kompleks Tràng An (vietnamsko Quần thể danh thắng Tràng An) leži blizu mesta Ninh Bình v vietnamski regiji Đồng Bằng Sông Hồng na južnem robu delte Rdeče reke. Geologijo sestavljajo številne kraške gore in doline v vodni pokrajini z delno poplavljenimi jamami, ki so spektakularne destinacije za izlete s turistično ladjo. Raziskovanje jam na različnih višinah je odkrilo arheološke dokaze o človekovi naselitvi v neprekinjenem obdobju več kot 30.000 let.
Krajinski kompleks sestavljata zgodovinsko mesto Hoa Lư in pragozdno območje Hoa Lư iz regij Tràng An s poudarkom na ekoturizmu in Tam Cốc-Bích Động, ki večinoma leži v občini Ninh Hải (Hoa Lư) in tudi sinonim za kompleks pagod Tam cốc bich động. 23. junija 2014 je bil Tràng An na 38. zasedanju Odbora za svetovno dediščino v Dohi vpisan na Unescov seznam svetovne dediščine kot slikovit krajinski kompleks. Zaradi tega je prvo območje svetovne dediščine v Vietnamu v obeh kategorijah.

## Lega
Pristanišče Trang An leži 3 km južno od starodavne prestolnice Hoa Lư, 7 km od mesta Ninh Binh na zahodu vzdolž bulvarja Trang An, 16 km od mesta Tam Diep na severu skozi Tam Coc. Območje Trang An - Tam Coc obsega več kot 6172 ha, in je posebno zaščiteno območje slikovitih točk. To posebno zaščiteno območje leži znotraj gozda za posebno rabo Hoa Lư, ki spada v načrt ohranjanja starodavne prestolnice Hoa Lư in je tudi pod načrtovanjem območja svetovne dediščine Trang An s površino 12.252 ha. V krajinskem kompleksu Trang An, središču starodavne prestolnice Hoa Lư na severu, je turistično območje Tam Coc - Bich Dong na jugu, ekoturistično območje Trang An pa v središču. Ta tri območja povezuje gozd s posebno rabo Hoa Lư na apnenčastih gorah ter rekah, jezerih in močvirjih.

## Hoa Liư
Poleg vsakodnevnih sledi 30.000 let poselitve je krajinski kompleks dom nekaterih posebnih krajev vietnamske zgodovine, kot je zgodovinska prestolnica Hoa Lư (Cố đô Hoa Lư). Leta 968 je ustanovitelj dinastije Đinh, kralj Đinh Bộ Lĩnh, prestolnico svojega imperija preselil blizu svojega rojstnega kraja Gia Viễn v Hoa Lư v občini Trường Yên. Tukaj na reki Hoàng Long (sông Hoàng Long), sredi suhega zaliva Ha Long, je bila varno oddaljena od kitajske meje in je tam ostala med dinastijami Đinh in zgodnjimi Lê do leta 1009.

## Tam Coc in Bích Động
Tam Cốc pomeni »tri jame« in se nanaša na tri jame Hang Cả, Hang Hai in Hang Ba. Te prečka plitva reka Ngô Đồng (sông Ngô Đồng) in so priljubljena destinacija za izlete, ki se običajno začnejo v vasi Văn Lâm. Pregovorne so veslačice Tam Cốc, ki ponujajo tudi vezene izdelke.
Bích Động, v prevodu »Žadasta jama« ali »Zelena jama«, je poplavljena temna jama dolžine 350 m in je po mnenju nekaterih najlepša jama v Vietnamu. Na bližnji gori Ngũ Nhạc je kompleks pagod Tam cốc bích động iz leta 1428. Kompleks sestavljajo tri pagode Hạ, Trung in Thượng.

## Chùa Bái Đính
Tempelj Bái Đính (Chùa Bái Đính) v občini Gia Sinh (okrožje Gia Viễn) je kompleks, ki obsega okoli 700 hektarjev in je trenutno največji kompleks pagod v Vietnamu. Eden od številnih drugih templjev in pagod je kamniti tempelj Đền Trần ali đền Nội Lâm, ki naj bi ga leta 968 zgradil Đinh Bộ Lĩnh. Tam se 18. marca po lunarnem koledarju odvija veliki tempeljski festival.
Druge bližnje znamenitosti so park ptic Thung Nham v vasi Đam Khê (občina Ninh Hải), 2 km od Bích Độnga, in Stolnica Phát Diệm v Ninh Bìnhu, posvečena leta 1892. Pogled na Tam Cốc in Ninh Bình je možen z gore Hang Múa. Narodni park Cúc Phương leži na severozahodu.

## Raznovrstni ekosistemi
Tràng An ima dve glavni vrsti ekosistemov: apnenčasti gorski ekosistem in vodni ekosistem. Biološka raznovrstnost skupnosti je glavni dejavnik, ki prispeva k nastanku teh dveh ekosistemov.
Naravna vegetacija v Hoa Liưju so apnenčasti in zimzeleni gozdovi v dolinah med apnenčastimi območji. Glede na rezultate raziskav Inštituta za popis in načrtovanje gozdov (FIPI) in Oddelka za varstvo gozdov Ninh Binh ima kopenski ekosistem Tràng An več kot 600 vrst rastlin, 200 vrst živali, od katerih jih je veliko na rdečem seznamu Vietnama. Vodni ekosistem sestavlja okoli 30 vrst zooplanktona, 40 vrst bentosa, med katerimi je veliko redkih vrst, predvsem črtastovrate želve, ki jih je treba zaščititi.
Tràng An ima več kot 310 vrst redkih in dragocenih rastlin, kot so sagovci, indijski mahagonij (Chukrasia tabularis), kukavičevke, kitajski jam (Dioscorea polystachya), kosteničevje (Lonicera), brin itd., in ogrožene živalske vrste, kot so celinski serov (Capricornis sumatraensis)), leopard, feniks fazan.

## Galerija
- Festival starodavne prestolnice Hoa Lư
- Letni festival kraljev Đinh in Lê, slovesnost na dvorišču templja Đinh Tiên Hoàng.
- Pagoda Hạ, reka Ngô Đồng
- Apnenčaste skalne formacije
- Tam Cốc v starodavni prestolnici Hoa Lư
- Proti Tam Cốc